# Salla Allahu ʿalayhi wa sallam
SAW hänvisar hit. Det är också en förkortning för gruppen Stock Aitken Waterman, och av Squad Automatic Weapon, benämning på lätt kulspruta i amerikanska militären.
För skräckfilmen, se Saw

sallā Allahu ʿalayhi wa sallam, skrivet med arabisk kalligrafi

SAW är en förkortning för sallā Allahu ʿalayhi wa sallam (صلى الله عليه وسلم; arabiska för "Guds frid och välsignelser vare med honom") och är en välsignande fras eller fredshälsning som muslimer tillfogar efter profeten Muhammeds namn.
En annan vanlig förkortning är också SAAW för salla Allahu 'alayhi wa aalihi wa sallam ("Guds frid och välsignelser vare med honom och hans familj").